# Saint-Denis-Lanneray
Saint-Denis-Lanneray is een gemeente in het Franse departement Eure-et-Loir (regio Centre-Val de Loire). De plaats maakt deel uit van het arrondissement Châteaudun. Saint-Denis-Lanneray is op 1 januari 2019 ontstaan door de fusie van de gemeenten Lanneray en Saint-Denis-les-Ponts. De gemeente telde 2.095 inwoners op 1 januari 2022.

## Geografie
De oppervlakte van Saint-Denis-Lanneray bedroeg op 1 januari 2022 40,43 vierkante kilometer; de bevolkingsdichtheid was toen 51,8 inwoners per km².

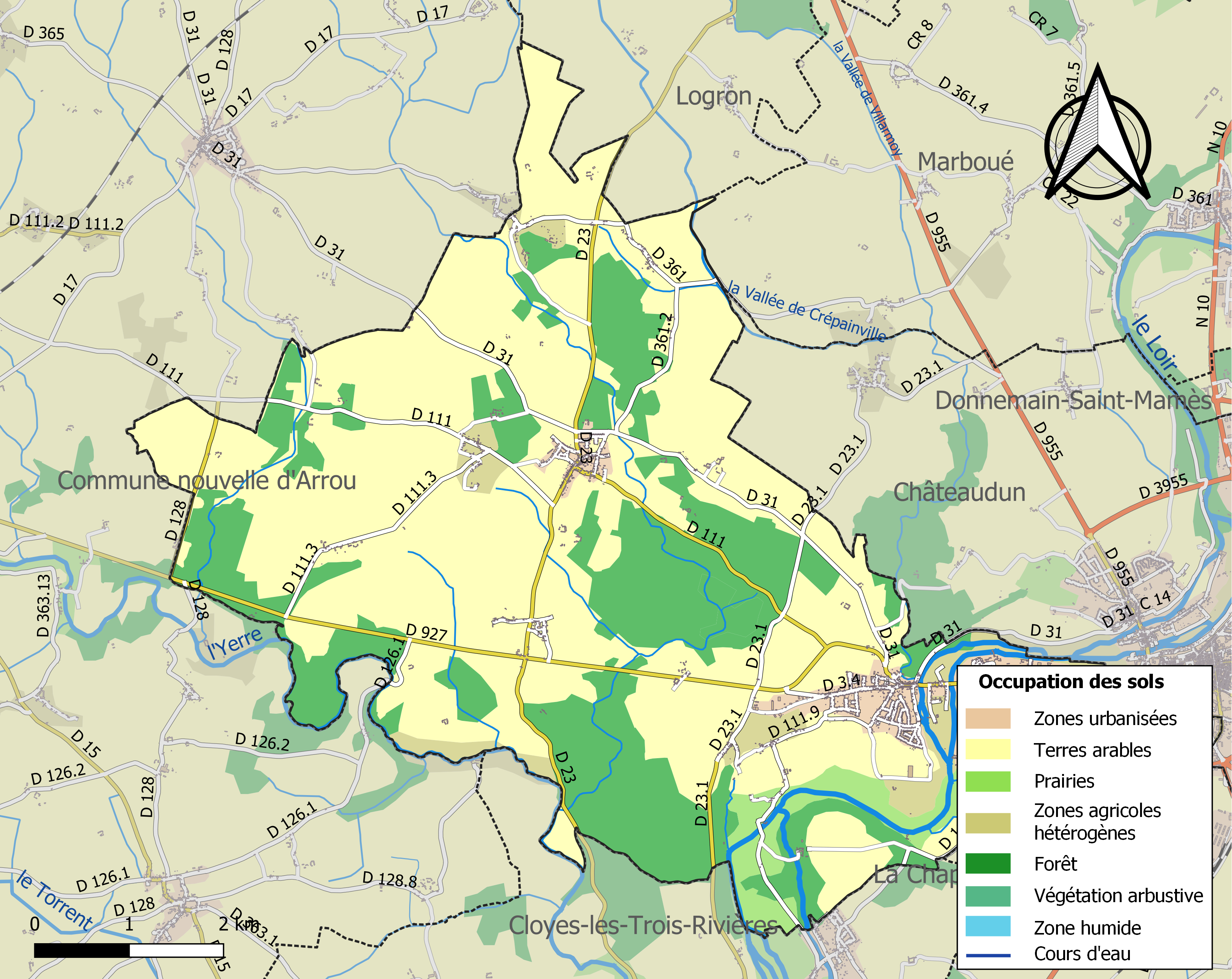
Kaart van de gemeente met belangrijkste infrastructuur, bodemgebruik en omliggende gemeenten